# Paris-Roubaix 2000
La 98e édition de la course cycliste Paris-Roubaix a eu lieu le 9 avril 2000 et a été remportée pour la deuxième fois par le Belge Johan Museeuw.
La course disputée sur un parcours de 272 kilomètres est l'une des manches de la Coupe du monde de cyclisme sur route 2000.

## Présentation

### Équipes
Paris-Roubaix figure au calendrier de la Coupe du monde de cyclisme sur route 2000.
On retrouve un total de 24 équipes au départ, 19 faisant partie des GSI, la première division mondiale, et les cinq dernières des GSII, la seconde division mondiale.
| Groupes sportifs I (19)- AG2R Prévoyance - Cofidis-Le Crédit par Téléphone - Deutsche Telekom - Farm Frites - Fassa Bortolo - Festina - Kelme-Costa Blanca - La Française des jeux - Lampre-Daikin - Liquigas-Pata - Lotto-Adecco - Mapei-Quick Step - Memory Card-Jack & Jones - Polti - Rabobank - Saeco-Valli & Valli - US Postal Service - Vini Caldirola-Sidermec - Vitalicio Seguros-Grupo Generali Groupes sportifs II (5)- BigMat-Auber 93 - Bonjour-Toupargel - Crédit Agricole - Jean Delatour - Saint-Quentin-Oktos |
| |

## Classements

### Classement de la course
| \| Classement général \| Classement général \| Classement général \| Classement général \| Classement général \| \| Coureur \| Coureur \| Pays \| Équipe \| Temps \| \| ------------------ \| ------------------ \| ------------------ \| ------------------------ \| ------------------ \| \| 1er \| Johan Museeuw \| Belgique \| Mapei-Quick Step \| 6 h 47 min 00 s \| \| 2e \| Peter Van Petegem \| Belgique \| Farm Frites \| + 15 s \| \| 3e \| Erik Zabel \| Allemagne \| Deutsche Telekom \| + 15 s \| \| 4e \| Tristan Hoffman \| Pays-Bas \| Memory Card-Jack & Jones \| + 15 s \| \| 5e \| Stefano Zanini \| Italie \| Mapei-Quick Step \| + 15 s \| \| 6e \| George Hincapie \| États-Unis \| US Postal Service \| + 15 s \| \| 7e \| Marc Wauters \| Belgique \| Rabobank \| + 15 s \| \| 8e \| Franco Ballerini \| Italie \| Lampre-Daikin \| + 15 s \| \| 9e \| Steffen Wesemann \| Allemagne \| Deutsche Telekom \| + 21 s \| \| 10e \| Andrea Tafi \| Italie \| Mapei-Quick Step \| + 1 min 18 s \| \| 11e \| Wilfried Peeters \| Belgique \| Mapei-Quick Step \| + 1 min 38 s \| \| 12e \| Servais Knaven \| Pays-Bas \| Farm Frites \| + 1 min 38 s \| \| 13e \| Marco Serpellini \| Italie \| Lampre-Daikin \| + 1 min 38 s \| \| 14e \| Romāns Vainšteins \| Lettonie \| Vini Caldirola-Sidermec \| + 1 min 38 s \| \| 15e \| Zbigniew Spruch \| Pologne \| Lampre-Daikin \| + 1 min 38 s \| \| 16e \| Viatcheslav Ekimov \| Russie \| US Postal Service \| + 1 min 38 s \| \| 17e \| Frédéric Guesdon \| France \| La Française des jeux \| + 1 min 38 s \| \| 18e \| Marco Milesi \| Italie \| Vini Caldirola-Sidermec \| + 1 min 38 s \| \| 19e \| Magnus Bäckstedt \| Suède \| Crédit Agricole \| + 2 min 08 s \| \| 20e \| Frankie Andreu \| États-Unis \| US Postal Service \| + 3 min 15 s \| |                    |            |                          |                 |
| |                    |            |                          |                 |
| |                    |            |                          |                 |
| Classement général |                    |            |                          |                 |
| Coureur | Coureur            | Pays       | Équipe                   | Temps           |
| 1er | Johan Museeuw      | Belgique   | Mapei-Quick Step         | 6 h 47 min 00 s |
| 2e | Peter Van Petegem  | Belgique   | Farm Frites              | + 15 s          |
| 3e | Erik Zabel         | Allemagne  | Deutsche Telekom         | + 15 s          |
| 4e | Tristan Hoffman    | Pays-Bas   | Memory Card-Jack & Jones | + 15 s          |
| 5e | Stefano Zanini     | Italie     | Mapei-Quick Step         | + 15 s          |
| 6e | George Hincapie    | États-Unis | US Postal Service        | + 15 s          |
| 7e | Marc Wauters       | Belgique   | Rabobank                 | + 15 s          |
| 8e | Franco Ballerini   | Italie     | Lampre-Daikin            | + 15 s          |
| 9e | Steffen Wesemann   | Allemagne  | Deutsche Telekom         | + 21 s          |
| 10e | Andrea Tafi        | Italie     | Mapei-Quick Step         | + 1 min 18 s    |
| 11e | Wilfried Peeters   | Belgique   | Mapei-Quick Step         | + 1 min 38 s    |
| 12e | Servais Knaven     | Pays-Bas   | Farm Frites              | + 1 min 38 s    |
| 13e | Marco Serpellini   | Italie     | Lampre-Daikin            | + 1 min 38 s    |
| 14e | Romāns Vainšteins  | Lettonie   | Vini Caldirola-Sidermec  | + 1 min 38 s    |
| 15e | Zbigniew Spruch    | Pologne    | Lampre-Daikin            | + 1 min 38 s    |
| 16e | Viatcheslav Ekimov | Russie     | US Postal Service        | + 1 min 38 s    |
| 17e | Frédéric Guesdon   | France     | La Française des jeux    | + 1 min 38 s    |
| 18e | Marco Milesi       | Italie     | Vini Caldirola-Sidermec  | + 1 min 38 s    |
| 19e | Magnus Bäckstedt   | Suède      | Crédit Agricole          | + 2 min 08 s    |
| 20e | Frankie Andreu     | États-Unis | US Postal Service        | + 3 min 15 s    |

### Classement UCI
La course attribue des points à la Coupe du monde de cyclisme sur route 2000 selon le barème suivant :
| Position           | 1er | 2e | 3e | 4e | 5e | 6e | 7e | 8e | 9e | 10e | 11e | 12e | 13e | 14e | 15e | 16e | 17e | 18e | 19e | 20e | 21e | 22e | 23e | 24e | 25e |
| Classement général | 100 | 70 | 50 | 40 | 36 | 32 | 28 | 24 | 20 | 16  | 15  | 14  | 13  | 12  | 11  | 10  | 9   | 8   | 7   | 6   | 5   | 4   | 3   | 2   | 1   |

## Liste des participants
| Mapei-Quick Step MAP | Mapei-Quick Step MAP   | Mapei-Quick Step MAP |
| -------------------- | ---------------------- | -------------------- |
| Num                  | Coureur                | Pos                  |
| 1                    | Andrea Tafi (ITA)      | 10e                  |
| 2                    | Bart Leysen (BEL)      | 58e                  |
| 3                    | Johan Museeuw (BEL)    | 1er                  |
| 4                    | Daniele Nardello (ITA) | 28e                  |
| 5                    | Wilfried Peeters (BEL) | 11e                  |
| 6                    | Tom Steels (BEL)       | 21e                  |
| 7                    | Max van Heeswijk (NED) | 35e                  |
| 8                    | Stefano Zanini (ITA)   | 5e                   |

| Deutsche Telekom TEL | Deutsche Telekom TEL   | Deutsche Telekom TEL |
| -------------------- | ---------------------- | -------------------- |
| Num                  | Coureur                | Pos                  |
| 11                   | Erik Zabel (GER)       | 3e                   |
| 12                   | Rolf Aldag (GER)       | 32e                  |
| 13                   | Ralf Grabsch (GER)     | AB                   |
| 14                   | Danilo Hondo (GER)     | 46e                  |
| 15                   | Kai Hundertmarck (GER) | 36e                  |
| 16                   | Jan Schaffrath (GER)   | AB                   |
| 17                   | Stephan Schreck (GER)  | AB                   |
| 18                   | Steffen Wesemann (GER) | 9e                   |

| Fassa Bortolo FAS | Fassa Bortolo FAS         | Fassa Bortolo FAS |
| ----------------- | ------------------------- | ----------------- |
| Num               | Coureur                   | Pos               |
| 21                | Fabio Baldato (ITA)       | 40e               |
| 22                | Gabriele Balducci (ITA)   | AB                |
| 23                | Volodymyr Gustov (UKR)    | AB                |
| 24                | Dimitri Konyshev (RUS)    | 25e               |
| 25                | Nicola Loda (ITA)         | 48e               |
| 26                | Alessandro Petacchi (ITA) | AB                |
| 27                | Roberto Petito (ITA)      | AB                |
| 28                | Matteo Tosatto (ITA)      | AB                |

| Rabobank RAB | Rabobank RAB          | Rabobank RAB |
| ------------ | --------------------- | ------------ |
| Num          | Coureur               | Pos          |
| 31           | Rolf Sørensen (DEN)   | 41e          |
| 32           | Jan Boven (NED)       | AB           |
| 33           | Steven de Jongh (NED) | AB           |
| 34           | Matthé Pronk (NED)    | 61e          |
| 35           | Léon van Bon (NED)    | 23e          |
| 36           | Aart Vierhouten (NED) | 38e          |
| 37           | Marc Wauters (BEL)    | 7e           |
| 38           | Mathew Hayman (AUS)   | 65e          |

| AG2R Prévoyance A2R | AG2R Prévoyance A2R        | AG2R Prévoyance A2R |
| ------------------- | -------------------------- | ------------------- |
| Num                 | Coureur                    | Pos                 |
| 41                  | Jaan Kirsipuu (EST)        | 34e                 |
| 42                  | Christophe Agnolutto (FRA) | AB                  |
| 43                  | Lauri Aus (EST)            | 50e                 |
| 44                  | Stéphane Barthe (FRA)      | AB                  |
| 45                  | Laurent Estadieu (FRA)     | AB                  |
| 46                  | Artūras Kasputis (LTU)     | AB                  |
| 47                  | Innar Mändoja (EST)        | AB                  |

| Kelme-Costa Blanca KEL | Kelme-Costa Blanca KEL    | Kelme-Costa Blanca KEL |
| ---------------------- | ------------------------- | ---------------------- |
| Num                    | Coureur                   | Pos                    |
| 51                     | Rubén Galván (ESP)        | 53e                    |
| 52                     | Alvaro Forner (ESP)       | AB                     |
| 53                     | Isaac Gálvez (ESP)        | AB                     |
| 54                     | Francisco León Mane (ESP) | AB                     |
| 55                     | José Ángel Vidal (ESP)    | AB                     |
| 56                     | Francisco Cabello (ESP)   | AB                     |

| Cofidis-Le Crédit par Téléphone COF | Cofidis-Le Crédit par Téléphone COF | Cofidis-Le Crédit par Téléphone COF |
| ----------------------------------- | ----------------------------------- | ----------------------------------- |
| Num                                 | Coureur                             | Pos                                 |
| 61                                  | Jo Planckaert (BEL)                 | 43e                                 |
| 63                                  | Peter Farazijn (BEL)                | 29e                                 |
| 64                                  | Philippe Gaumont (FRA)              | AB                                  |
| 65                                  | David Millar (GBR)                  | AB                                  |
| 66                                  | Janek Tombak (EST)                  | AB                                  |
| 67                                  | Francis Moreau (FRA)                | 33e                                 |
| 68                                  | Chris Peers (BEL)                   | AB                                  |

| Vitalicio Seguros-Grupo Generali VIT | Vitalicio Seguros-Grupo Generali VIT | Vitalicio Seguros-Grupo Generali VIT |
| ------------------------------------ | ------------------------------------ | ------------------------------------ |
| Num                                  | Coureur                              | Pos                                  |
| 71                                   | Francisco Tomás García (ESP)         |                                      |
| 72                                   | Pedro Horrillo (ESP)                 | AB                                   |
| 73                                   | Juan Miguel Mercado (ESP)            | AB                                   |
| 74                                   | Luis Pérez Rodríguez (ESP)           | AB                                   |
| 75                                   | José Luis Rebollo (ESP)              | AB                                   |
| 76                                   | Juan Carlos Vicario (ESP)            | AB                                   |

| Farm Frites FAR | Farm Frites FAR         | Farm Frites FAR |
| --------------- | ----------------------- | --------------- |
| Num             | Coureur                 | Pos             |
| 81              | Peter Van Petegem (BEL) | 2e              |
| 82              | Andreas Klier (GER)     | 60e             |
| 83              | Servais Knaven (NED)    | 12e             |
| 84              | Martin van Steen (NED)  | AB              |
| 85              | Geert Van Bondt (BEL)   | 44e             |
| 86              | Remco van der Ven (NED) | HD              |
| 87              | Wim Vansevenant (BEL)   | AB              |
| 88              | Steven Kleynen (BEL)    | 49e             |

| Lampre-Daikin LAM | Lampre-Daikin LAM         | Lampre-Daikin LAM |
| ----------------- | ------------------------- | ----------------- |
| Num               | Coureur                   | Pos               |
| 91                | Franco Ballerini (ITA)    | 8e                |
| 92                | Raivis Belohvoščiks (LAT) | AB                |
| 93                | Marco Cannone (ITA)       | AB                |
| 94                | Robert Hunter (RSA)       | 39e               |
| 95                | Marco Serpellini (ITA)    | 13e               |
| 96                | Zbigniew Spruch (POL)     | 15e               |
| 97                | Johan Verstrepen (BEL)    | 59e               |
| 98                | Matteo Frutti (ITA)       | AB                |

| Vini Caldirola-Sidermec ___ | Vini Caldirola-Sidermec ___ | Vini Caldirola-Sidermec ___ |
| --------------------------- | --------------------------- | --------------------------- |
| Num                         | Coureur                     | Pos                         |
| 101                         | Romāns Vainšteins (LAT)     | 14e                         |
| 102                         | Massimo Apollonio (ITA)     | AB                          |
| 103                         | Gianluca Bortolami (ITA)    | 54e                         |
| 104                         | Andrej Hauptman (SLO)       | AB                          |
| 105                         | Marco Milesi (ITA)          | 18e                         |
| 106                         | Mauro Radaelli (ITA)        | AB                          |
| 107                         | Matthew White (AUS)         | HD                          |
| 108                         | Pietro Zucconi (SUI)        | AB                          |

| Memory Card-Jack & Jones MCJ | Memory Card-Jack & Jones MCJ | Memory Card-Jack & Jones MCJ |
| ---------------------------- | ---------------------------- | ---------------------------- |
| Num                          | Coureur                      | Pos                          |
| 111                          | Frank Corvers (BEL)          | AB                           |
| 112                          | Matthew Gilmore (BEL)        | AB                           |
| 113                          | Tristan Hoffman (NED)        | 4e                           |
| 114                          | Michael Steen Nielsen        | AB                           |
| 115                          | Bjarke Nielsen (DEN)         | AB                           |
| 116                          | Arvis Piziks (LAT)           | 54e                          |
| 117                          | Jacob Moe Rasmussen (DEN)    | AB                           |
| 118                          | Allan Johansen (DEN)         | AB                           |

| La Française des jeux FDJ | La Française des jeux FDJ | La Française des jeux FDJ |
| ------------------------- | ------------------------- | ------------------------- |
| Num                       | Coureur                   | Pos                       |
| 121                       | Frédéric Guesdon (FRA)    | 17e                       |
| 122                       | Frank Høj (DEN)           | 27e                       |
| 123                       | Emmanuel Magnien (FRA)    | 57e                       |
| 124                       | Christophe Mengin (FRA)   | 26e                       |
| 125                       | Lars Michaelsen (DEN)     | 22e                       |
| 126                       | Jean-Patrick Nazon (FRA)  | AB                        |
| 127                       | Franck Perque (FRA)       | 64e                       |
| 128                       | Jimmy Casper (FRA)        | AB                        |

| Lotto-Adecco LOT | Lotto-Adecco LOT           | Lotto-Adecco LOT |
| ---------------- | -------------------------- | ---------------- |
| Num              | Coureur                    | Pos              |
| 131              | Andreï Tchmil (BEL)        | 24e              |
| 132              | Koen Beeckman (BEL)        | 30e              |
| 133              | Fabien De Waele (BEL)      | 66e              |
| 134              | Christophe Detilloux (BEL) | AB               |
| 135              | Jacky Durand (FRA)         | 31e              |
| 136              | Thierry Marichal (BEL)     | 45e              |
| 137              | Paul Van Hyfte (BEL)       | HD               |
| 138              | Peter Wuyts (BEL)          | AB               |

| Liquigas-Pata ___ | Liquigas-Pata ___        | Liquigas-Pata ___ |
| ----------------- | ------------------------ | ----------------- |
| Num               | Coureur                  | Pos               |
| 141               | Denis Zanette (ITA)      | 47e               |
| 142               | Alexander Fedenko (UKR)  | AB                |
| 143               | Giancarlo Raimondi (ITA) | AB                |
| 144               | Cristian Salvato (ITA)   | AB                |
| 145               | Marco Zanotti (ITA)      | AB                |
| 146               | Fabio Marchesin (ITA)    | AB                |

| Festina FES | Festina FES           | Festina FES |
| ----------- | --------------------- | ----------- |
| Num         | Coureur               | Pos         |
| 151         | Stéphane Augé (FRA)   | AB          |
| 152         | Florent Brard (FRA)   | HD          |
| 153         | David Clinger (USA)   | AB          |
| 154         | Andy Flickinger (FRA) | HD          |
| 155         | Jaime Hernández (ESP) | AB          |
| 156         | Rolf Huser (SUI)      | AB          |
| 157         | Nicolas Reynaud (FRA) | AB          |

| US Postal Service USP | US Postal Service USP       | US Postal Service USP |
| --------------------- | --------------------------- | --------------------- |
| Num                   | Coureur                     | Pos                   |
| 161                   | Frankie Andreu (USA)        | 20e                   |
| 162                   | Julian Dean (NZL)           | AB                    |
| 163                   | Marty Jemison (USA)         | AB                    |
| 164                   | George Hincapie (USA)       | 6e                    |
| 165                   | Benoît Joachim (LUX)        | HD                    |
| 166                   | Christian Vande Velde (USA) | AB                    |
| 167                   | Cédric Vasseur (FRA)        | 42e                   |
| 168                   | Viatcheslav Ekimov (RUS)    | 16e                   |

| Saeco-Valli & Valli SAE | Saeco-Valli & Valli SAE  | Saeco-Valli & Valli SAE |
| ----------------------- | ------------------------ | ----------------------- |
| Num                     | Coureur                  | Pos                     |
| 171                     | Salvatore Commesso (ITA) | AB                      |
| 172                     | Christophe Brandt (BEL)  | AB                      |
| 173                     | Alessandro Guerra (ITA)  | AB                      |
| 174                     | Jörg Ludewig (GER)       | HD                      |
| 175                     | Torsten Nitsche (GER)    | AB                      |
| 176                     | Dario Pieri (ITA)        | 37e                     |

| Polti PLT | Polti PLT              | Polti PLT |
| --------- | ---------------------- | --------- |
| Num       | Coureur                | Pos       |
| 181       | Rossano Brasi (ITA)    | 55e       |
| 182       | Enrico Cassani (ITA)   | AB        |
| 183       | Mirko Celestino (ITA)  | AB        |
| 184       | Michele Colleoni (ITA) | AB        |
| 185       | Mirko Crepaldi (ITA)   | AB        |
| 186       | Rafael Mateos (ESP)    | AB        |
| 187       | Eddy Mazzoleni (ITA)   | AB        |

| Crédit Agricole C.A | Crédit Agricole C.A     | Crédit Agricole C.A |
| ------------------- | ----------------------- | ------------------- |
| Num                 | Coureur                 | Pos                 |
| 191                 | Stuart O'Grady (AUS)    | HD                  |
| 192                 | Magnus Bäckstedt (SWE)  | 19e                 |
| 193                 | Frédéric Finot (FRA)    | AB                  |
| 194                 | Sébastien Hinault (FRA) | AB                  |
| 195                 | Thor Hushovd (NOR)      | 63e                 |
| 196                 | Jérôme Neuville (FRA)   | AB                  |
| 197                 | Franck Pencolé (FRA)    | AB                  |
| 198                 | Pierrick Fédrigo (FRA)  | AB                  |

| Jean Delatour DEL | Jean Delatour DEL     | Jean Delatour DEL |
| ----------------- | --------------------- | ----------------- |
| Num               | Coureur               | Pos               |
| 201               | Eddy Seigneur (FRA)   | AB                |
| 202               | Jérôme Bernard (FRA)  | AB                |
| 203               | Cyril Dessel (FRA)    | AB                |
| 204               | Grégory Lapalud (FRA) | AB                |
| 205               | Eddy Lembo (FRA)      | AB                |
| 206               | Bruno Thibout (FRA)   | 52e               |

| Bonjour-Toupargel BJT | Bonjour-Toupargel BJT    | Bonjour-Toupargel BJT |
| --------------------- | ------------------------ | --------------------- |
| Num                   | Coureur                  | Pos                   |
| 211                   | François Simon (FRA)     | HD                    |
| 212                   | Sylvain Chavanel (FRA)   | AB                    |
| 213                   | Christophe Faudot (FRA)  | AB                    |
| 214                   | Sébastien Joly (FRA)     | AB                    |
| 215                   | Damien Nazon (FRA)       | HD                    |
| 216                   | Olivier Perraudeau (FRA) | HD                    |
| 217                   | Franck Renier (FRA)      | AB                    |
| 218                   | Fabrice Salanson (FRA)   | AB                    |

| BigMat-Auber 93 BIG | BigMat-Auber 93 BIG     | BigMat-Auber 93 BIG |
| ------------------- | ----------------------- | ------------------- |
| Num                 | Coureur                 | Pos                 |
| 221                 | Guillaume Auger (FRA)   | 51e                 |
| 222                 | Ludovic Auger (FRA)     | AB                  |
| 223                 | Stéphane Bergès (FRA)   | AB                  |
| 224                 | Alexandre Chouffe (FRA) | AB                  |
| 225                 | Carlos Da Cruz (FRA)    | AB                  |
| 226                 | Thierry Gouvenou (FRA)  | 62e                 |
| 227                 | Jeremy Hunt (GBR)       | AB                  |
| 228                 | Alexei Sivakov (RUS)    | AB                  |

| Saint-Quentin-Oktos ___ | Saint-Quentin-Oktos ___   | Saint-Quentin-Oktos ___ |
| ----------------------- | ------------------------- | ----------------------- |
| Num                     | Coureur                   | Pos                     |
| 231                     | Oleg Kozlitine (KAZ)      | AB                      |
| 232                     | Linas Balčiūnas (LTU)     | AB                      |
| 233                     | Freddy Ravaleu (FRA)      | AB                      |
| 234                     | Saulius Ruškys (LTU)      | AB                      |
| 235                     | Ole Sigurd Simensen (NOR) | AB                      |
| 236                     | Vincent Templier (FRA)    | AB                      |
| 237                     | Jean-Michel Thilloy (FRA) | HD                      |
| 238                     | Mindaugas Goncaras (LTU)  | AB                      |

| Mapei-Quick Step MAP | Mapei-Quick Step MAP   | Mapei-Quick Step MAP |
| -------------------- | ---------------------- | -------------------- |
| Num                  | Coureur                | Pos                  |
| 1                    | Andrea Tafi (ITA)      | 10e                  |
| 2                    | Bart Leysen (BEL)      | 58e                  |
| 3                    | Johan Museeuw (BEL)    | 1er                  |
| 4                    | Daniele Nardello (ITA) | 28e                  |
| 5                    | Wilfried Peeters (BEL) | 11e                  |
| 6                    | Tom Steels (BEL)       | 21e                  |
| 7                    | Max van Heeswijk (NED) | 35e                  |
| 8                    | Stefano Zanini (ITA)   | 5e                   |

| Deutsche Telekom TEL | Deutsche Telekom TEL   | Deutsche Telekom TEL |
| -------------------- | ---------------------- | -------------------- |
| Num                  | Coureur                | Pos                  |
| 11                   | Erik Zabel (GER)       | 3e                   |
| 12                   | Rolf Aldag (GER)       | 32e                  |
| 13                   | Ralf Grabsch (GER)     | AB                   |
| 14                   | Danilo Hondo (GER)     | 46e                  |
| 15                   | Kai Hundertmarck (GER) | 36e                  |
| 16                   | Jan Schaffrath (GER)   | AB                   |
| 17                   | Stephan Schreck (GER)  | AB                   |
| 18                   | Steffen Wesemann (GER) | 9e                   |

| Fassa Bortolo FAS | Fassa Bortolo FAS         | Fassa Bortolo FAS |
| ----------------- | ------------------------- | ----------------- |
| Num               | Coureur                   | Pos               |
| 21                | Fabio Baldato (ITA)       | 40e               |
| 22                | Gabriele Balducci (ITA)   | AB                |
| 23                | Volodymyr Gustov (UKR)    | AB                |
| 24                | Dimitri Konyshev (RUS)    | 25e               |
| 25                | Nicola Loda (ITA)         | 48e               |
| 26                | Alessandro Petacchi (ITA) | AB                |
| 27                | Roberto Petito (ITA)      | AB                |
| 28                | Matteo Tosatto (ITA)      | AB                |

| Rabobank RAB | Rabobank RAB          | Rabobank RAB |
| ------------ | --------------------- | ------------ |
| Num          | Coureur               | Pos          |
| 31           | Rolf Sørensen (DEN)   | 41e          |
| 32           | Jan Boven (NED)       | AB           |
| 33           | Steven de Jongh (NED) | AB           |
| 34           | Matthé Pronk (NED)    | 61e          |
| 35           | Léon van Bon (NED)    | 23e          |
| 36           | Aart Vierhouten (NED) | 38e          |
| 37           | Marc Wauters (BEL)    | 7e           |
| 38           | Mathew Hayman (AUS)   | 65e          |

| AG2R Prévoyance A2R | AG2R Prévoyance A2R        | AG2R Prévoyance A2R |
| ------------------- | -------------------------- | ------------------- |
| Num                 | Coureur                    | Pos                 |
| 41                  | Jaan Kirsipuu (EST)        | 34e                 |
| 42                  | Christophe Agnolutto (FRA) | AB                  |
| 43                  | Lauri Aus (EST)            | 50e                 |
| 44                  | Stéphane Barthe (FRA)      | AB                  |
| 45                  | Laurent Estadieu (FRA)     | AB                  |
| 46                  | Artūras Kasputis (LTU)     | AB                  |
| 47                  | Innar Mändoja (EST)        | AB                  |

| Kelme-Costa Blanca KEL | Kelme-Costa Blanca KEL    | Kelme-Costa Blanca KEL |
| ---------------------- | ------------------------- | ---------------------- |
| Num                    | Coureur                   | Pos                    |
| 51                     | Rubén Galván (ESP)        | 53e                    |
| 52                     | Alvaro Forner (ESP)       | AB                     |
| 53                     | Isaac Gálvez (ESP)        | AB                     |
| 54                     | Francisco León Mane (ESP) | AB                     |
| 55                     | José Ángel Vidal (ESP)    | AB                     |
| 56                     | Francisco Cabello (ESP)   | AB                     |

| Cofidis-Le Crédit par Téléphone COF | Cofidis-Le Crédit par Téléphone COF | Cofidis-Le Crédit par Téléphone COF |
| ----------------------------------- | ----------------------------------- | ----------------------------------- |
| Num                                 | Coureur                             | Pos                                 |
| 61                                  | Jo Planckaert (BEL)                 | 43e                                 |
| 63                                  | Peter Farazijn (BEL)                | 29e                                 |
| 64                                  | Philippe Gaumont (FRA)              | AB                                  |
| 65                                  | David Millar (GBR)                  | AB                                  |
| 66                                  | Janek Tombak (EST)                  | AB                                  |
| 67                                  | Francis Moreau (FRA)                | 33e                                 |
| 68                                  | Chris Peers (BEL)                   | AB                                  |

| Vitalicio Seguros-Grupo Generali VIT | Vitalicio Seguros-Grupo Generali VIT | Vitalicio Seguros-Grupo Generali VIT |
| ------------------------------------ | ------------------------------------ | ------------------------------------ |
| Num                                  | Coureur                              | Pos                                  |
| 71                                   | Francisco Tomás García (ESP)         |                                      |
| 72                                   | Pedro Horrillo (ESP)                 | AB                                   |
| 73                                   | Juan Miguel Mercado (ESP)            | AB                                   |
| 74                                   | Luis Pérez Rodríguez (ESP)           | AB                                   |
| 75                                   | José Luis Rebollo (ESP)              | AB                                   |
| 76                                   | Juan Carlos Vicario (ESP)            | AB                                   |

| Farm Frites FAR | Farm Frites FAR         | Farm Frites FAR |
| --------------- | ----------------------- | --------------- |
| Num             | Coureur                 | Pos             |
| 81              | Peter Van Petegem (BEL) | 2e              |
| 82              | Andreas Klier (GER)     | 60e             |
| 83              | Servais Knaven (NED)    | 12e             |
| 84              | Martin van Steen (NED)  | AB              |
| 85              | Geert Van Bondt (BEL)   | 44e             |
| 86              | Remco van der Ven (NED) | HD              |
| 87              | Wim Vansevenant (BEL)   | AB              |
| 88              | Steven Kleynen (BEL)    | 49e             |

| Lampre-Daikin LAM | Lampre-Daikin LAM         | Lampre-Daikin LAM |
| ----------------- | ------------------------- | ----------------- |
| Num               | Coureur                   | Pos               |
| 91                | Franco Ballerini (ITA)    | 8e                |
| 92                | Raivis Belohvoščiks (LAT) | AB                |
| 93                | Marco Cannone (ITA)       | AB                |
| 94                | Robert Hunter (RSA)       | 39e               |
| 95                | Marco Serpellini (ITA)    | 13e               |
| 96                | Zbigniew Spruch (POL)     | 15e               |
| 97                | Johan Verstrepen (BEL)    | 59e               |
| 98                | Matteo Frutti (ITA)       | AB                |

| Vini Caldirola-Sidermec ___ | Vini Caldirola-Sidermec ___ | Vini Caldirola-Sidermec ___ |
| --------------------------- | --------------------------- | --------------------------- |
| Num                         | Coureur                     | Pos                         |
| 101                         | Romāns Vainšteins (LAT)     | 14e                         |
| 102                         | Massimo Apollonio (ITA)     | AB                          |
| 103                         | Gianluca Bortolami (ITA)    | 54e                         |
| 104                         | Andrej Hauptman (SLO)       | AB                          |
| 105                         | Marco Milesi (ITA)          | 18e                         |
| 106                         | Mauro Radaelli (ITA)        | AB                          |
| 107                         | Matthew White (AUS)         | HD                          |
| 108                         | Pietro Zucconi (SUI)        | AB                          |

| Memory Card-Jack & Jones MCJ | Memory Card-Jack & Jones MCJ | Memory Card-Jack & Jones MCJ |
| ---------------------------- | ---------------------------- | ---------------------------- |
| Num                          | Coureur                      | Pos                          |
| 111                          | Frank Corvers (BEL)          | AB                           |
| 112                          | Matthew Gilmore (BEL)        | AB                           |
| 113                          | Tristan Hoffman (NED)        | 4e                           |
| 114                          | Michael Steen Nielsen        | AB                           |
| 115                          | Bjarke Nielsen (DEN)         | AB                           |
| 116                          | Arvis Piziks (LAT)           | 54e                          |
| 117                          | Jacob Moe Rasmussen (DEN)    | AB                           |
| 118                          | Allan Johansen (DEN)         | AB                           |

| La Française des jeux FDJ | La Française des jeux FDJ | La Française des jeux FDJ |
| ------------------------- | ------------------------- | ------------------------- |
| Num                       | Coureur                   | Pos                       |
| 121                       | Frédéric Guesdon (FRA)    | 17e                       |
| 122                       | Frank Høj (DEN)           | 27e                       |
| 123                       | Emmanuel Magnien (FRA)    | 57e                       |
| 124                       | Christophe Mengin (FRA)   | 26e                       |
| 125                       | Lars Michaelsen (DEN)     | 22e                       |
| 126                       | Jean-Patrick Nazon (FRA)  | AB                        |
| 127                       | Franck Perque (FRA)       | 64e                       |
| 128                       | Jimmy Casper (FRA)        | AB                        |

| Lotto-Adecco LOT | Lotto-Adecco LOT           | Lotto-Adecco LOT |
| ---------------- | -------------------------- | ---------------- |
| Num              | Coureur                    | Pos              |
| 131              | Andreï Tchmil (BEL)        | 24e              |
| 132              | Koen Beeckman (BEL)        | 30e              |
| 133              | Fabien De Waele (BEL)      | 66e              |
| 134              | Christophe Detilloux (BEL) | AB               |
| 135              | Jacky Durand (FRA)         | 31e              |
| 136              | Thierry Marichal (BEL)     | 45e              |
| 137              | Paul Van Hyfte (BEL)       | HD               |
| 138              | Peter Wuyts (BEL)          | AB               |

| Liquigas-Pata ___ | Liquigas-Pata ___        | Liquigas-Pata ___ |
| ----------------- | ------------------------ | ----------------- |
| Num               | Coureur                  | Pos               |
| 141               | Denis Zanette (ITA)      | 47e               |
| 142               | Alexander Fedenko (UKR)  | AB                |
| 143               | Giancarlo Raimondi (ITA) | AB                |
| 144               | Cristian Salvato (ITA)   | AB                |
| 145               | Marco Zanotti (ITA)      | AB                |
| 146               | Fabio Marchesin (ITA)    | AB                |

| Festina FES | Festina FES           | Festina FES |
| ----------- | --------------------- | ----------- |
| Num         | Coureur               | Pos         |
| 151         | Stéphane Augé (FRA)   | AB          |
| 152         | Florent Brard (FRA)   | HD          |
| 153         | David Clinger (USA)   | AB          |
| 154         | Andy Flickinger (FRA) | HD          |
| 155         | Jaime Hernández (ESP) | AB          |
| 156         | Rolf Huser (SUI)      | AB          |
| 157         | Nicolas Reynaud (FRA) | AB          |

| US Postal Service USP | US Postal Service USP       | US Postal Service USP |
| --------------------- | --------------------------- | --------------------- |
| Num                   | Coureur                     | Pos                   |
| 161                   | Frankie Andreu (USA)        | 20e                   |
| 162                   | Julian Dean (NZL)           | AB                    |
| 163                   | Marty Jemison (USA)         | AB                    |
| 164                   | George Hincapie (USA)       | 6e                    |
| 165                   | Benoît Joachim (LUX)        | HD                    |
| 166                   | Christian Vande Velde (USA) | AB                    |
| 167                   | Cédric Vasseur (FRA)        | 42e                   |
| 168                   | Viatcheslav Ekimov (RUS)    | 16e                   |

| Saeco-Valli & Valli SAE | Saeco-Valli & Valli SAE  | Saeco-Valli & Valli SAE |
| ----------------------- | ------------------------ | ----------------------- |
| Num                     | Coureur                  | Pos                     |
| 171                     | Salvatore Commesso (ITA) | AB                      |
| 172                     | Christophe Brandt (BEL)  | AB                      |
| 173                     | Alessandro Guerra (ITA)  | AB                      |
| 174                     | Jörg Ludewig (GER)       | HD                      |
| 175                     | Torsten Nitsche (GER)    | AB                      |
| 176                     | Dario Pieri (ITA)        | 37e                     |

| Polti PLT | Polti PLT              | Polti PLT |
| --------- | ---------------------- | --------- |
| Num       | Coureur                | Pos       |
| 181       | Rossano Brasi (ITA)    | 55e       |
| 182       | Enrico Cassani (ITA)   | AB        |
| 183       | Mirko Celestino (ITA)  | AB        |
| 184       | Michele Colleoni (ITA) | AB        |
| 185       | Mirko Crepaldi (ITA)   | AB        |
| 186       | Rafael Mateos (ESP)    | AB        |
| 187       | Eddy Mazzoleni (ITA)   | AB        |

| Crédit Agricole C.A | Crédit Agricole C.A     | Crédit Agricole C.A |
| ------------------- | ----------------------- | ------------------- |
| Num                 | Coureur                 | Pos                 |
| 191                 | Stuart O'Grady (AUS)    | HD                  |
| 192                 | Magnus Bäckstedt (SWE)  | 19e                 |
| 193                 | Frédéric Finot (FRA)    | AB                  |
| 194                 | Sébastien Hinault (FRA) | AB                  |
| 195                 | Thor Hushovd (NOR)      | 63e                 |
| 196                 | Jérôme Neuville (FRA)   | AB                  |
| 197                 | Franck Pencolé (FRA)    | AB                  |
| 198                 | Pierrick Fédrigo (FRA)  | AB                  |

| Jean Delatour DEL | Jean Delatour DEL     | Jean Delatour DEL |
| ----------------- | --------------------- | ----------------- |
| Num               | Coureur               | Pos               |
| 201               | Eddy Seigneur (FRA)   | AB                |
| 202               | Jérôme Bernard (FRA)  | AB                |
| 203               | Cyril Dessel (FRA)    | AB                |
| 204               | Grégory Lapalud (FRA) | AB                |
| 205               | Eddy Lembo (FRA)      | AB                |
| 206               | Bruno Thibout (FRA)   | 52e               |

| Bonjour-Toupargel BJT | Bonjour-Toupargel BJT    | Bonjour-Toupargel BJT |
| --------------------- | ------------------------ | --------------------- |
| Num                   | Coureur                  | Pos                   |
| 211                   | François Simon (FRA)     | HD                    |
| 212                   | Sylvain Chavanel (FRA)   | AB                    |
| 213                   | Christophe Faudot (FRA)  | AB                    |
| 214                   | Sébastien Joly (FRA)     | AB                    |
| 215                   | Damien Nazon (FRA)       | HD                    |
| 216                   | Olivier Perraudeau (FRA) | HD                    |
| 217                   | Franck Renier (FRA)      | AB                    |
| 218                   | Fabrice Salanson (FRA)   | AB                    |

| BigMat-Auber 93 BIG | BigMat-Auber 93 BIG     | BigMat-Auber 93 BIG |
| ------------------- | ----------------------- | ------------------- |
| Num                 | Coureur                 | Pos                 |
| 221                 | Guillaume Auger (FRA)   | 51e                 |
| 222                 | Ludovic Auger (FRA)     | AB                  |
| 223                 | Stéphane Bergès (FRA)   | AB                  |
| 224                 | Alexandre Chouffe (FRA) | AB                  |
| 225                 | Carlos Da Cruz (FRA)    | AB                  |
| 226                 | Thierry Gouvenou (FRA)  | 62e                 |
| 227                 | Jeremy Hunt (GBR)       | AB                  |
| 228                 | Alexei Sivakov (RUS)    | AB                  |

| Saint-Quentin-Oktos ___ | Saint-Quentin-Oktos ___   | Saint-Quentin-Oktos ___ |
| ----------------------- | ------------------------- | ----------------------- |
| Num                     | Coureur                   | Pos                     |
| 231                     | Oleg Kozlitine (KAZ)      | AB                      |
| 232                     | Linas Balčiūnas (LTU)     | AB                      |
| 233                     | Freddy Ravaleu (FRA)      | AB                      |
| 234                     | Saulius Ruškys (LTU)      | AB                      |
| 235                     | Ole Sigurd Simensen (NOR) | AB                      |
| 236                     | Vincent Templier (FRA)    | AB                      |
| 237                     | Jean-Michel Thilloy (FRA) | HD                      |
| 238                     | Mindaugas Goncaras (LTU)  | AB                      |